# مالین مستروم
مالین مستروم (انگلیسی: Malin Moström؛ زادهٔ ۱ اوت ۱۹۷۵) بازیکن فوتبال اهل سوئد است.
از باشگاه‌هایی که در آن بازی کرده‌است می‌توان به اومئا آی‌کی اشاره کرد.
وی همچنین در تیم ملی فوتبال زنان سوئد بازی کرده‌است.